# Jacek Piętka
Jacek Piętka – polski leśnik, doktor habilitowany nauk rolniczych, adiunkt w Szkole Głównej Gospodarstwa Wiejskiego w Warszawie, specjalista od fitopatologii leśnej.

## Kariera naukowa
W 1996 roku na Wydziale Leśnym Szkoły Głównej Gospodarstwa Wiejskiego w Warszawie uzyskał tytuł magistra inżyniera w zakresie leśnictwa. W 1998 roku została zatrudniona na tejże uczelni, a w 2003 roku na tym samym wydziale uzyskał stopień doktora nauk rolniczych w zakresie leśnictwa na podstawie rozprawy pt. Ochrona zagrożonych grzybów nadrzewnych o właściwościach leczniczych, której promotorem był Andrzej Grzywacz. W 2014 roku ten sam wydział nadał mu stopień doktora habilitowanego nauk rolniczych w dyscyplinie leśnictwa na podstawie pracy pt. Czynna ochrona zagrożonych grzybów nadrzewnych w lasach.